# Cul de Sac (Franse Antillen)
Cul de Sac (oorspronkelijk Cul-de-Sac de la Barrière) is een dorp in het Franse gedeelte van het eiland Sint Maarten. Het bevindt zich ongeveer 7 km ten noordoosten van de hoofdplaats Marigot. Cul de Sac is een voormalig vissersdorp. De naam betekent doodlopende straat, maar de weg is doorgetrokken naar Anse Marcel. De veerboot naar Pinel Island vertrekt van Cul de Sac.

## Overzicht
Cul de Sac heeft niet veel stranden, maar biedt de mogelijkheid tot kajakken, boottochten en wandeltochten door de natuur. Overdag vertrekt elk half uur een veerboot naar het onbewoonde Pinel Island waar mooie stranden zijn. De voormalige villa van de burgemeester van Saint Martin bevindt zich in de heuvels rondom het dorp. In de baai van Cul de Sac is een mangrovebos.
Bij Cul de Sac bevindt zich een precolumbiaans nederzetting die ook tijdens het eind van de 18e en het begin van de 19e eeuw bewoond was geweest.
Anse Marcel · Baie-Orientale · Cul de Sac · Grand Case · Marigot · Oyster Pond · Quartier-d'Orléans · Sandy Ground · Terres-Basses